# بخش نیو روسیه (شهرستان لورآئین، اوهایو)
بخش نیو روسیه (به انگلیسی: New Russia Township) یک منطقهٔ مسکونی در ایالات متحده آمریکا است که در شهرستان لورین، اوهایو واقع شده‌است.
 بخش نیو روسیه ۶۲٫۷۸ کیلومتر مربع مساحت و ۲٬۵۱۵ نفر جمعیت دارد و ۲۴۵ متر بالاتر از سطح دریا واقع شده‌است.